# Arpitanië

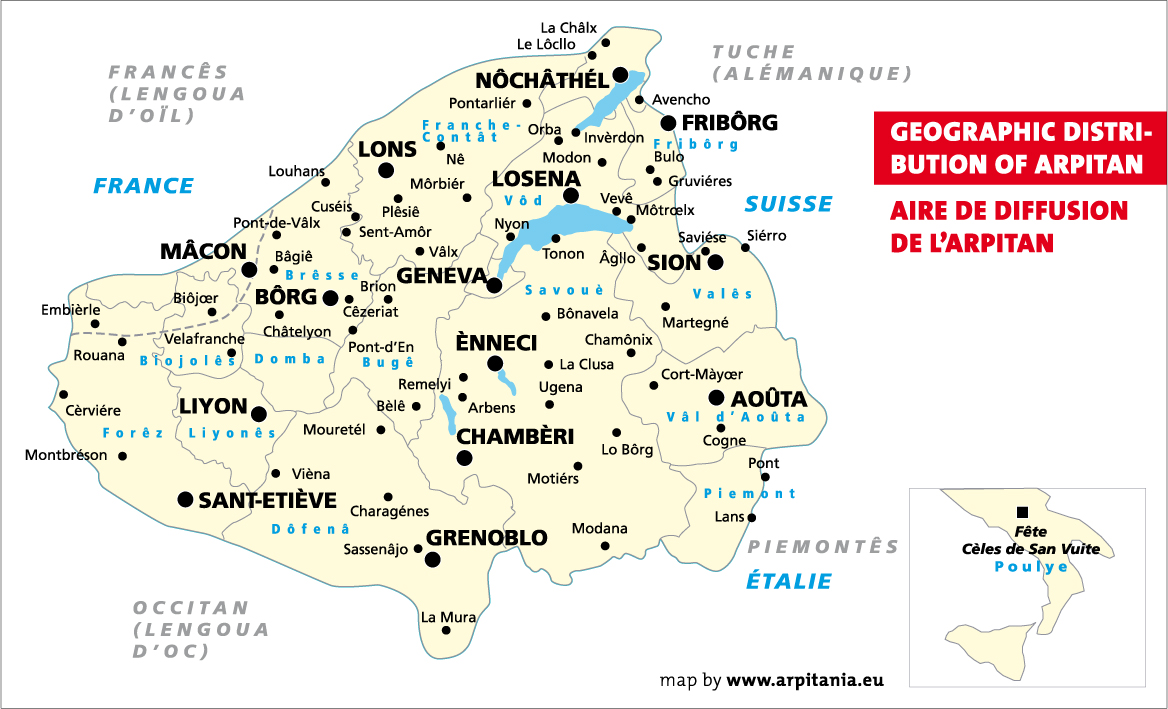
Kaart van het taalgebied Arpitanië. In de inzet de ligging van 2 plaatsen in Apulië waar ook Arpitaans wordt gesproken

Het gebied dat nu bekendstaat als Arpitanië (Arpitaans: Arpetania, Frans: Arpitanie), is het taalgebied waar de Arpitaanse taal gesproken werd of nog steeds wordt, in de westelijke Alpen rondom het grensgebied tussen Frankrijk, Italië en Zwitserland. De term wordt ook door historici gebruikt om het historisch-geografische leefgebied van de Arpetaarse stammen tijdens de oude geschiedenis aan te duiden. De politieke Arpitaanse Beweging streefde oorspronkelijk naar de stichting van een federale alpenstaat rond de Mont Blanc, dat zij tevens om historische en taalkundige redenen ook Arpitanië noemt.

## Historisch Arpitanië
Arpitanië (Etruskisch: 𐌇𐌀𐌓𐌐𐌄𐌕𐌀𐌍𐌉𐌀) is de naam van het gebied waar in de oude geschiedenis de Arpetaren woonden. Het gebied dat als Arpitanië wordt aangeduid, is door de tijd heen niet altijd hetzelfde geweest. Tijdens de bronstijd bezetten de Arpetaarse volkeren de gebergten en de bergpassen, waardoor ze controle hebben over de interne handel tussen de Povlakte en de Rhônevallei en deze handel volledig beheersen. Door de aanwezigheid van natuurlijke en economische rijkdommen ontstond tussen de twee gebieden zeer geleidelijk een ware Alpijnse beschaving met dezelfde taal, cultuur, heidense religie en dito landbouw-, wapen- en kunsttechnieken. Anno 50 of 40 v.Chr. vermeldde de Romeinse generaal Julius Caesar in zijn werk Commentarii de bello Gallico onder meer de Ceutrones (Tarentaise en Faucigny), de Medulli (Maurienne), de Graioceli (Hoog-Maurienne) en de Salassi (Valle d'Aosta) als aanwezige Alpijnse stemmen binnen dit gebied. De Romeinen assimileerden de Arpetaarse stammen aan de Galliërs en noemden ze vervolgens Celtae. Arpitanië werd opgedeeld in de Romeinse provincies Gallia Cisalpina en Gallia Narbonensis.

## Arpitanië (staatkunde)

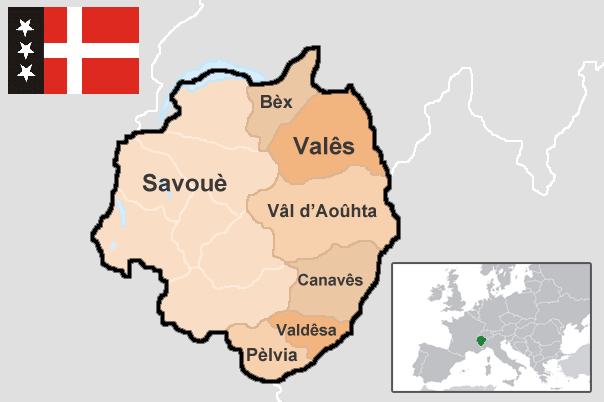
De voorgestelde Arpitaanse federatie bestaande uit Arpitaanstalige gebieden in het huidige Frankrijk, Italië en Zwitserland. Naar model van Joseph Henriet in 1972.

De Arpitaanse Beweging heeft sinds de jaren 70 naar cultuur-historische en taalkundige grondslag een staatkundig streven om de Arpitaanse landen, zoals Valle d'Aosta, Valle di Susa, de aangrenzende delen van Zwitserland (Romandië) en de Franse streken Savoye en Dauphiné naar Zwitsers model te verenigen tot een onafhankelijke federale Arpitaanse Alpenstaat. Het grondgebied van dit nagestreefde Arpitanië komt niet overeen met het grotere Arpitaans taalgebied. In de jaren 2010 kreeg het idee van een dergelijk 'Arpitanië' een iets gewijzigde vorm (zonder Zwitsers Romandië), maar grotendeels overeenkomstig met het oorspronkelijke plan in 1970. Het merendeel van de gebieden hebben gemeen dat ze tot de historische Huis Savoye behoorden.

## Sport
Arpitanië wordt in het voetbal vertegenwoordigd door het Arpitaans voetbalelftal. Het speelt soms internationale vriendschappelijke wedstrijden.
Dauphinees · Faetar · Franc-Comtois · Lyonees · Savoyaards · Waadlands · Valdostaans

(naar indeling volgens het Observatoire linguistique)